# Gymnastique rythmique aux Jeux olympiques d'été de 2016 - concours des ensembles
Pour un article plus général, voir Gymnastique rythmique aux Jeux olympiques d'été de 2016.
Navigation
Londres 2012 Tokyo 2020
Les compétitions de gymnastique rythmique des Jeux olympiques d'été de 2016 organisés à  Rio de Janeiro (Brésil), se déroulent à l'Arena Olímpica do Rio.

## Calendrier
| Q | Qualification | F | Finale |

| Épreuve↓/Date →        | Ven. 19 | Sam. 20 | Dim. 21 |
| ---------------------- | ------- | ------- | ------- |
| Concours des ensembles |         | Q       | F       |

## Format de la compétition
La compétition consiste en une épreuve de qualifications et une épreuve finale. Les huit premières gymnastes sont qualifiées pour l'épreuve finale. Pour chaque épreuve, l'équipe exécute deux exercices (un avec des balles, l'autre avec des rubans et des cerceaux), et les scores obtenus sont ajoutés pour donner la note totale.

## Qualifications aux Jeux Olympiques
| Compétition               | Critère           | Qualifiés                                                                        |
| ------------------------- | ----------------- | -------------------------------------------------------------------------------- |
| Championnats du monde     | Top 10            | Russie Bulgarie Espagne Italie Japon Israël Biélorussie Chine États-Unis Ukraine |
| Pré-olympiques Test-Event | Top 3             | Allemagne Ouzbékistan Grèce                                                      |
| Invitations de la FIG     | Pays organisateur | Brésil                                                                           |
| TOTAL                     | TOTAL             | 12                                                                               |

## Qualifications
Les qualifications ont eu lieu le samedi 20 août 2016.
| Place | Nation | 5           | 6 + 2       | Total  | Qualifications |
| ----- | --- | ----------- | ----------- | ------ | -------------- |
| 1     | Espagne Sandra Aguilar Artemi Gavezou Elena López Lourdes Mohedano Alejandra Quereda                            | 17.783 (2)  | 17.966 (1)  | 35.749 | Q              |
| 2     | Russie Vera Biriukova Anastasia Bliznyuk Anastasia Maksimova Anastasiia Tatareva Maria Tolkacheva               | 18.283 (1)  | 17.233 (6)  | 35.516 | Q              |
| 3     | Biélorussie Hanna Dudzenkova Maria Kadobina Maryia Katsiak Valeriya Pischelina Arina Tsitsilina                 | 17.583 (3)  | 17.850 (2)  | 35.433 | Q              |
| 4     | Italie Martina Centofanti Sofia Lodi Alessia Maurelli Marta Pagnini Camilla Patriarca                           | 17.516 (5)  | 17.833 (3)  | 35.349 | Q              |
| 5     | Japon Airi Hatakeyama Rie Matsubara Sakura Noshitani Sayuri Sugimoto Kiko Yokota                                | 17.416 (6)  | 17.733 (4)  | 35.149 | Q              |
| 6     | Israël Yuval Filo Alona Koshevatskiy Ekaterina Levina Karina Lykhvar Ida Mayrin                                 | 17.250 (7)  | 17.633 (5)  | 34.883 | Q              |
| 7     | Bulgarie Reneta Kamberova Lyubomira Kazanova Mihaela Maevska-Velichkova Tsvetelina Naydenova Hristiana Todorova | 17.566 (4)  | 16.616 (11) | 34.182 | Q              |
| 8     | Ukraine Olena Dmytrash Yevgeniya Gomon Oleksandra Gridasova Valeriia Gudym Anastasiya Voznyak                   | 16.950 (8)  | 16.866 (8)  | 33.816 | Q              |
| 9     | Brésil Morgana Gmach Emanuelle Lima Jessica Maier Gabrielle da Silva Francielly Pereira                         | 15.766 (10) | 16.883 (7)  | 32.649 |                |
| 10    | Allemagne Natalie Hermann Anastasija Khmelnytska Daniela Potapova Julia Stavickaja Sina Tkaltschewitsch         | 15.650 (11) | 16.750 (9)  | 32.400 |                |
| 11    | Chine Bao Yuqing Shu Siyao Yang Ye Zhang Ling Zhao Jingnan                                                      | 16.333 (9)  | 15.800 (13) | 32.133 |                |
| 12    | Ouzbékistan Samira Amirova Valeriya Davidova Luiza Ganieva Zarina Kurbonova Marta Rostoburova                   | 14.416 (13) | 16.750 (9)  | 31.166 |                |
| 13    | Grèce Ioanna Anagnostopoulou Eleni Doika Zoi Kontogianni Michaela Metallidou Stavroula Samara                   | 15.000 (12) | 15.416 (14) | 30.416 |                |
| 14    | États-Unis Kiana Eide Alisa Kano Natalie McGiffert Monica Rokhman Kristen Shaldybin                             | 13.908 (14) | 16.316 (12) | 30.224 |                |

## Finale
| Place              | Nation | 5          | 6 + 2      | Total  |
| ------------------ | --- | ---------- | ---------- | ------ |
| Médaille d'or      | Russie Vera Biriukova Anastasia Bliznyuk Anastasia Maksimova Anastasiia Tatareva Maria Tolkacheva               | 17.600 (3) | 18.633 (1) | 36.233 |
| Médaille d'argent  | Espagne Sandra Aguilar Artemi Gavezou Elena López Lourdes Mohedano Alejandra Quereda                            | 17.800 (1) | 17.966 (5) | 35.766 |
| Médaille de bronze | Bulgarie Reneta Kamberova Lyubomira Kazanova Mihaela Maevska-Velichkova Tsvetelina Naydenova Hristiana Todorova | 17.700 (2) | 18.066 (2) | 35.766 |
| 4                  | Italie Martina Centofanti Sofia Lodi Alessia Maurelli Marta Pagnini Camilla Patriarca                           | 17.516 (4) | 18.033 (3) | 35.549 |
| 5                  | Biélorussie Hanna Dudzenkova Maria Kadobina Maryia Katsiak Valeriya Pischelina Arina Tsitsilina                 | 17.283 (5) | 18.016 (4) | 35.299 |
| 6                  | Israël Yuval Filo Alona Koshevatskiy Ekaterina Levina Karina Lykhvar Ida Mayrin                                 | 17.166 (6) | 17.383 (8) | 34.549 |
| 7                  | Ukraine Olena Dmytrash Yevgeniya Gomon Oleksandra Gridasova Valeriia Gudym Anastasiya Voznyak                   | 16.866 (7) | 17.416 (7) | 34.282 |
| 8                  | Japon Airi Hatakeyama Rie Matsubara Sakura Noshitani Sayuri Sugimoto Kiko Yokota                                | 16.550 (8) | 17.650 (6) | 34.200 |